# SNCF CC 21000
Die CC 21000 war eine Baureihe elektrischer Lokomotiven der französischen Staatsbahn SNCF. Die vier gebauten Maschinen waren für beide französische Stromsysteme (1500 V Gleichspannung sowie 25 kV Wechselspannung mit 50 Hz) konzipiert und zu ihrer Entstehungszeit mit 5520 kW die leistungsfähigsten Lokomotiven der SNCF. Ab 1995 wurden sie in die Gleichstromvariante CC 6500 umgebaut und dieser Baureihe zugeordnet (Betriebsnummern 6575 bis 6578). Im Jahr 2007 wurden die letzten CC 6500 ausgemustert, darunter die Lok 6575, die fahrfähig erhalten blieb, in Nîmes stationiert ist und wieder die Nummer 21001 trägt.

## Geschichte
Die Lokomotiven entstanden aufbauend auf den Erfahrungen mit den Mehrsystemfahrzeugen der Reihen BB 25500 und CC 40100. Die SNCF entwickelte mit Alsthom diese Zweisystemlokomotiven für eine Höchstgeschwindigkeit von 220 km/h und die Stromsysteme 1,5 kV Gleich- sowie 25 kV Wechselspannung mit 50 Hz. Äußerlich sind die Lokomotiven den Diesellokomotiven CC 72000 ähnlich, von denen sie sich nur in der Dachpartie und der Anordnung der Lüfterpartien in den Seitenwänden unterscheiden. So stimmen auch Elemente der elektrischen Ausrüstung beider Baureihen überein. Das als „Nez cassés“ bezeichnete Design wurde von Paul Arzens entworfen.
Mit der CC 21000 wurde die bisher dahin sehr verbreitete Mehrfachtraktion der Züge durch vierachsige Lokomotiven abgelöst. 1969 wurden zwei Probelokomotiven in Dienst gestellt, die die Betriebsnummern 21001 und 21002 erhielten. Gleichzeitig wurden den CC 21000 entsprechende CC 6500 nur für 1,5 kV Gleichspannung gebaut. Auch war geplant, eine Schwesterbaureihe für 25 kV Wechselspannung zu entwickeln, die die Bezeichnung CC 14500 erhalten sollte. Letztendlich wurden ab 1971 als „Nez cassés“-Lokomotiven für das 25-kV-Netz 65 Exemplare der Reihe BB 15000 gefertigt.
Die SNCF hatte geplant, insgesamt fünf Maschinen der Reihe CC 21000 bauen zu lassen. Tatsächlich wurden 1974 nur noch zwei Exemplare gefertigt, sodass der Gesamtbestand vier Lokomotiven betrug, die sämtlich in Dijon stationiert wurden. Die nachgefertigten Loks unterschieden sich von den beiden ersten optisch durch anders geformte seitliche Lüftergitter mit senkrechten statt waagrechten Lamellen.
Während der Testphase erreichte die 21001 eine Geschwindigkeit von 281 km/h. Die CC 21000 und die CC 6500 waren für namhafte Expresszüge wie Le Capitole, Le Drapeau, Puerta del Sol und Le Lyonnais zuständig. Die 21003 und 21004 bespannten speziell TEE-Züge zwischen Frankreich und der Schweiz, und hier insbesondere den Cisalpin. Aber auch die 21001 und 21002 kamen über die Bahnstrecke Frasne–Les Verrières bis zum Systemwechselbahnhof Pontarlier, da die Baureihe die als „La Bosse“ bezeichnete Rampe mit einer Anhängelast von bis zu 800 t befahren konnte. 1995 begann der Umbau aller CC 21000 in Gleichstromlokomotiven.
| Nummer   | Inbetriebnahme | Nummer nach Umbau | Umbau            |
| -------- | -------------- | ----------------- | ---------------- |
| CC 21001 | 17. Juni 1969  | CC 6575           | 21. Februar 1997 |
| CC 21002 | 2. Juli 1969   | CC 6576           | 17. Juni 1996    |
| CC 21003 | 30. Juni 1974  | CC 6577           | 5. Oktober 1995  |
| CC 21004 | 29. Juli 1974  | CC 6578           | 16. Oktober 1996 |

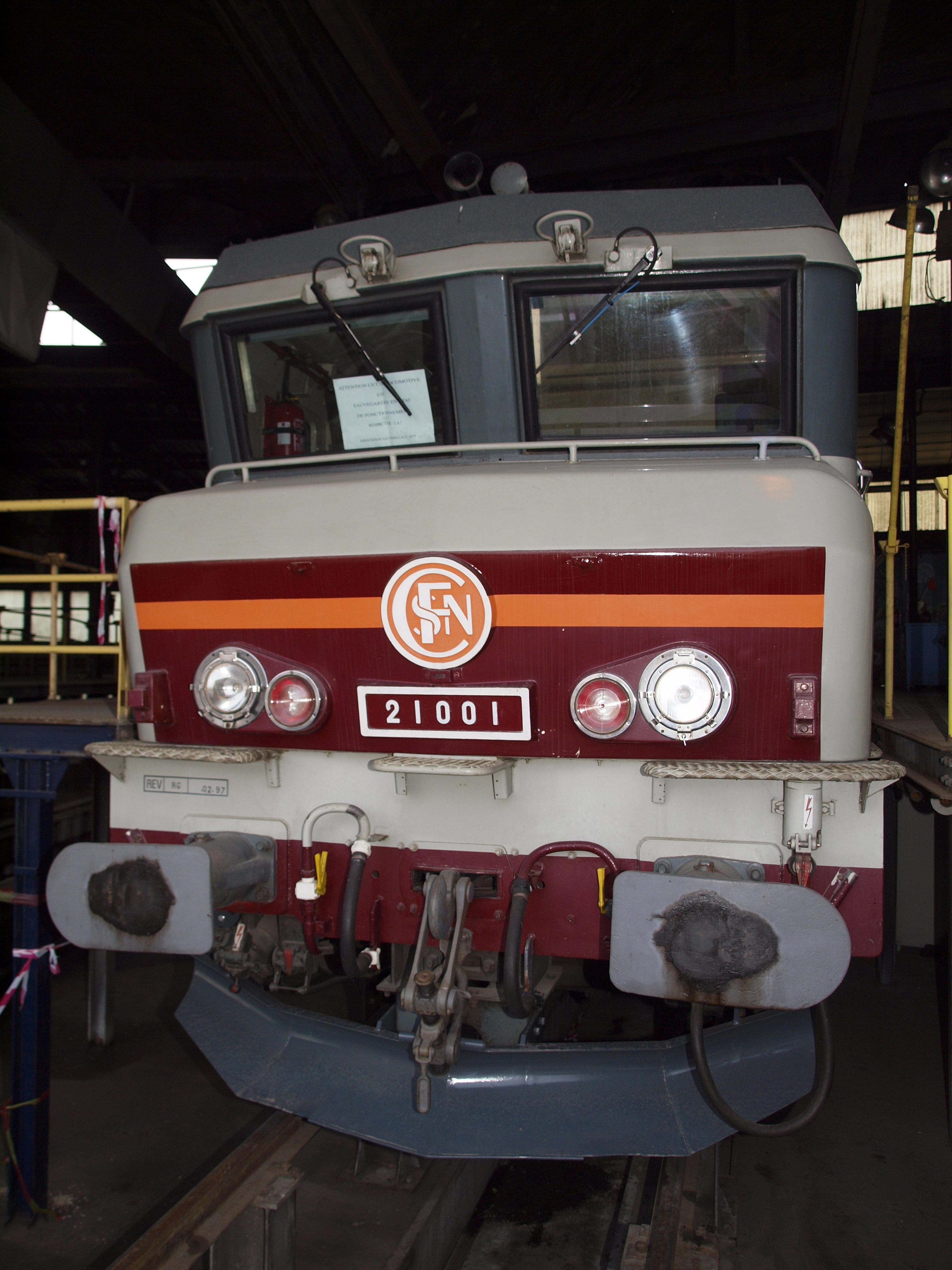
Die aus der CC 6575 wiedererstandene CC 21001 im Musée du Chemin de Fer in Nîmes

Mit der Inbetriebnahme weiterer TGV-Hochgeschwindigkeitszüge wurde der Bestand der CC 6500 nach und nach reduziert. Die umgebauten ehemaligen CC 21000 waren danach auch vor Güterzügen keine Seltenheit mehr und bis 2007 wurden alle Lokomotiven ausgemustert. Die 6575 wurde danach als CC 21001 wieder aufgebaut und befindet sich seit 2009 im Eisenbahnmuseum Musée du Chemin de Fer in Nîmes.

## Technische Beschreibung
Die Lokomotive zählt zu der Familie der „Nez cassés“, die markante Kastenform stammt von Paul Arzens. Mit dieser Form der rückgewinkelten Frontscheiben wurde besonders die Sichtverhältnisse für die Triebfahrzeugführer verbessert und die Blendgefahr beseitigt. Gegenüber den CC 40100 fällt besonders die abgerundete Stirnfront auf, außerdem fehlen bei den CC 21000 die gesickten Seitenwände sowie der markante Scheinwerfer. Zur Verkleidung der Stirnwände sind Plastik-Lamminat-Bleche verwendet worden.
Der Lokrahmen ist überwiegend aus geschweißten Hohlprofilen aus rostfreiem Stahl hergestellt. Er besteht aus den beiden Längs- und mehreren Querträgern. Der Lokkasten ist in Selbsttragender Konstruktion in Schweißtechnik fachwerkartig hergestellt. Die Seitenwände bestehen ebenfalls aus rostfreiem Stahl und sind mit dem Kastengerippe verschweißt. Die Dachsegmente bestehen aus fünf Elementen und sind zur Demontage der Maschinenanlage leicht demontierbar. Bei den Drehgestellen wurde prinzipiell die einmotorige, dreiachsige Ausführung der CC 40100 übernommen. Jedes Drehgestell trägt über vier Gummilager den Lokkasten, diese übernehmen gleichzeitig die Drehbewegung bei Bogenfahrt. Zugstäbe schaffen die Verbindung zwischen den Drehgestellen und dem Lokkasten. Durch regulierbare Stützen wird die Bewegungsmöglichkeit der Drehgestelle eingeschränkt, eine Querverschiebung ist in den Maßen von ±60 mm möglich. Die Achslager sind in Lemniskatenlenker geführt, die in Bögen auftretenden Querkräfte werden durch Silentblocs aufgenommen.
Das Laufwerk der Lokomotive ähnelt dem der CC 40100. Fahrmotor und Umschaltgetriebe zwischen den beiden Geschwindigkeitsstufen 220 km/h (heute bei der 6575 nur noch 160 km/h zulässig) und der Stellung Güterzüge für Höchstgeschwindigkeit 100 km/h sind ebenso im Drehgestell untergebracht. Zwischen beiden Geschwindigkeitsstufen konnte im Stillstand der Lokomotive umgeschaltet werden. Zwischen dem Motor und dem Umschaltgetriebe befindet sich noch ein Zwischengetriebe. Da die Fahrmotoren als Tandemmotoren ausgeführt wurden, ist auch der Hohlwellen-Antrieb mit zwei Hohlwellen und einseitigem tanzendem Ring ausgeführt. Zwischen beiden Hohlwellen besteht Verbindung über eine Kardanwelle. Die Fahrmotoren vom Typ TTB 665 A1 sind als Tandemmotoren ausgeführt und arbeiten als Reihenschlussmotor für 1,5 kV. Beide Anker besitzen Wendepole und Kompensationswicklung.
Bei der elektrischen Ausrüstung wurde bei der Lokomotive sehr viele Elemente der Halbleitertechnik zur Steuerung angewendet. Der Haupttransformator ist ölgekühlt und fremdbelüftet. Er besitzt zwei Sekundärwicklungen zur Speisung je einer Gleichrichterbrücke für je einen Fahrmotor. Zu jedem Brückenzweig gehören Thyristorsteller von 400 A und 1,6 kV. Bei Betrieb unter Fahrleitung mit Gleichstrom arbeitet die Lokomotive wie eine herkömmliche Gleichstrommaschine. Bei Betrieb unter Wechselstrom erhalten die Gleichrichter Strom von dem Transformator, von dort wird die Motorspannung von 0 bis zum Maximalwert gleichförmig geregelt. Die Feldschwächung setzt in fünf Stufen ein. Sollte beim Aufschalten die Lokomotive schleudern, würden die beiden Anker des betreffenden Tandemmotors parallel geschaltet. Beim Anfahren von schweren Zügen werden alle vier Anker in Reihe geschaltet. Dadurch wird der Stromverbrauch in Grenzen gehalten. Die Fahrmotoren sind eigenbelüftet. An den äußeren Ankerwellenenden sind die beiden Ventilatoren angebracht, bei einer Geschwindigkeit von 200 km/h besitzen sie einen Luftdurchsatz von 2,4 m³/h. Außerdem besitzt die Lokomotive noch sechs Lüfter zur Kühlung des Haupttransformators und der Glättungsdrosseln. Die Luft strömt durch die Eintrittsöffnungen in den Seitenwänden ein und entweicht durch das Dach. Gleichfalls werden die Fahrtgleichrichter gekühlt. Die elektrische Bremse kann in sieben Stufen betrieben werden. Die Bremsstufen können durch Änderung der Erregung erreicht werden. Dies wird mit einem statischen Umformer erreicht, der gleichzeitig die Batterie des Fahrzeuges mit lädt.

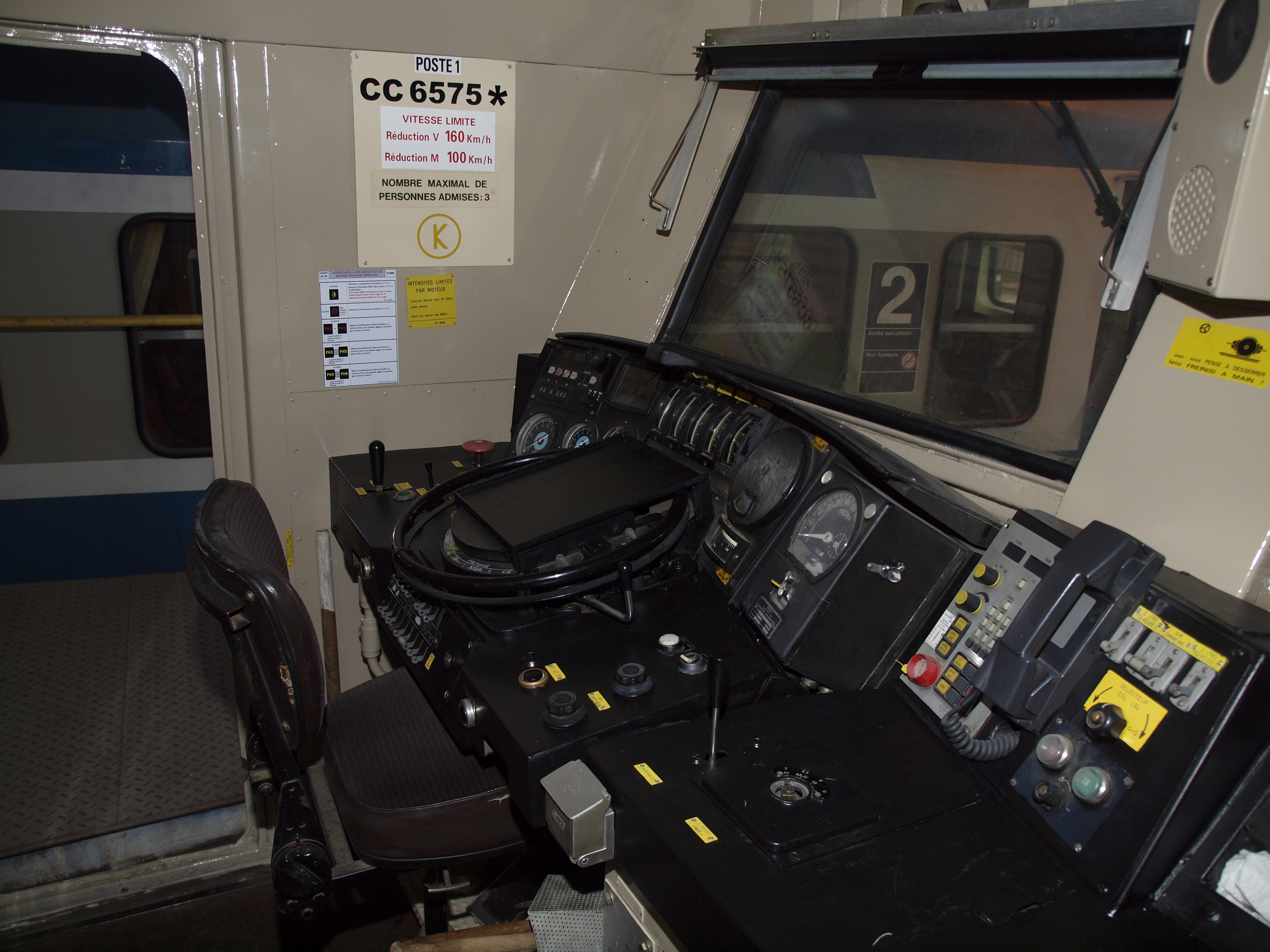
Innenansicht des Führerstand I
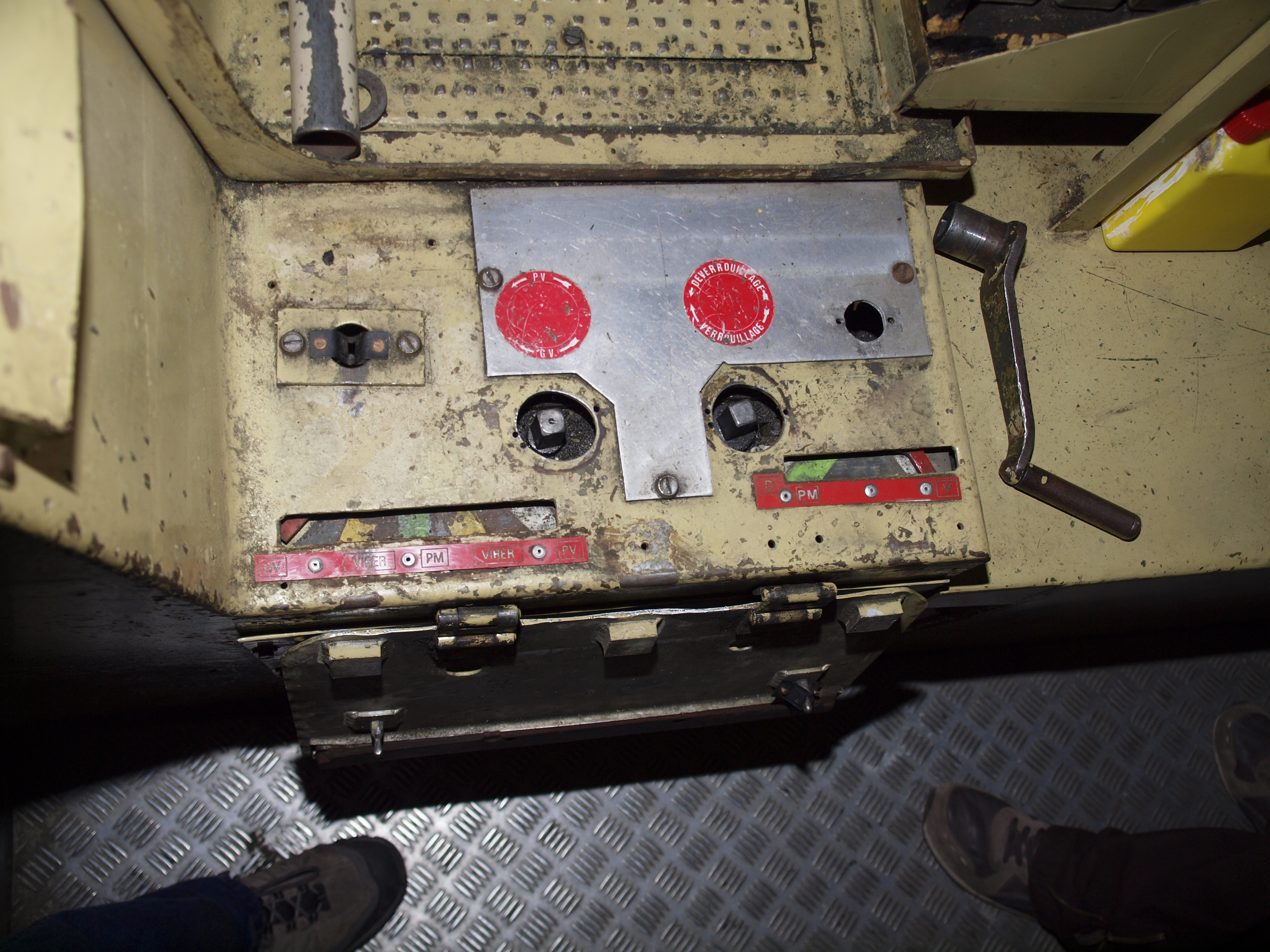
Schaltgetriebe für Geschwindigkeitswechsel
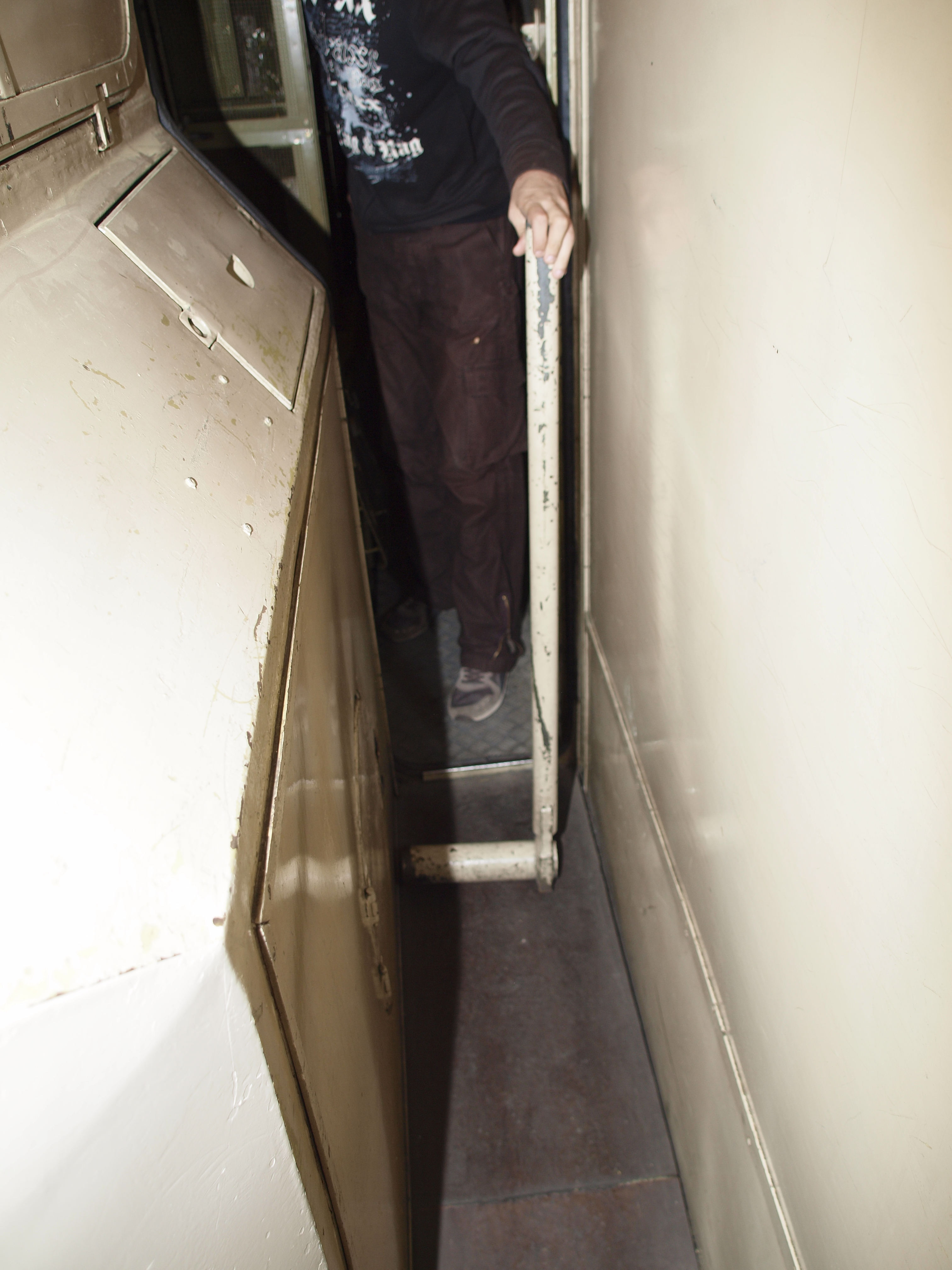
Hebel zum Drehen des Motors
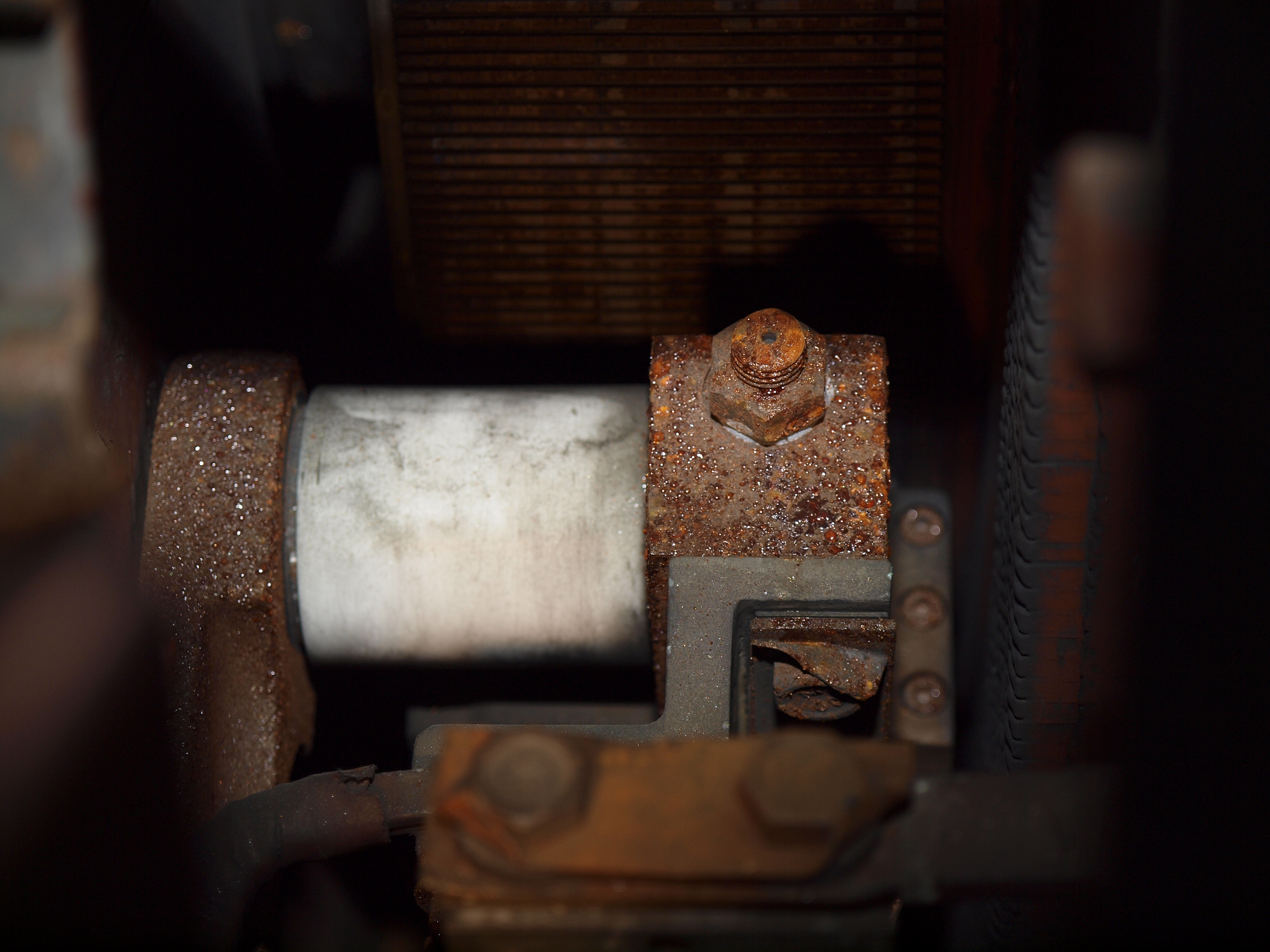
Korrodierter Kontakt